# Lipót (keresztnév)
A Lipót a germán Leopold magyar alakváltozata. Női párja Leopolda és Leopoldina.

## Rokon nevek
- Leopold:[1] a germán Luitbaldból származik, melynek jelentése: nép és merész. Első tagja bizonyára a latin Leo név hatására változott.[3]

## Gyakorisága
Az 1990-es években a Lipót és a Leopold szórványos név, a 2000-es években nem szerepelnek a 100 leggyakoribb férfinév között.

## Névnapok
Lipót
- július 22.[2]
- november 15.[2]

Leopold:
- november 15.[3]

## Híres Lipótok, Leopoldok
- I. Lipót belga király
- II. Lipót belga király
- III. Lipót belga király
- I. Lipót német-római császár, magyar király
- II. Lipót német-római császár, magyar király
- Aschner Lipót, gyáros
- Auer Lipót (Leopold (von) Auer) magyar hegedűs, tanár, karmester és zeneszerző
- Baumhorn Lipót magyar műépítész
- Leopold von Berchtold osztrák diplomata, politikus
- Leopold Bloom irodalmi alak, James Joyce Ulysses c. művének főszereplője, (lásd Bloomsday)
- Böhm Lipót magyar festő
- Fejér Lipót magyar matematikus
- Hermann Lipót magyar festő, grafikus
- Illencz Lipót magyar festőművész
- Kondor Lipót zongoraművész, zeneszerző
- Leopold Kronecker német matematikus
- Leopold Kupelwieser osztrák festő
- Leopold Mozart, osztrák zeneszerző
- Nádasdy Lipót Flórián gróf, főkancellár
- Nádasdy Lipót gróf, főispánja
- Sándor Lipót főherceg, nádor
- Schulhof Lipót magyar matematikus, csillagász, az MTA tagja
- Leopold Stokowski, angol karmester
- Szondi Lipót magyar pszichológus